# Didemnum leopardum
Didemnum leopardum is een zakpijpensoort uit de familie van de Didemnidae. De wetenschappelijke naam van de soort is voor het eerst geldig gepubliceerd in 2005 door Kott.